# Winooski (Vermont)
Winooski è una città degli Stati Uniti d'America, nella Contea di Chittenden, nello Stato del Vermont. Situato alla foce del fiume Winooski, la sua popolazione conta 7.267 abitanti.

## Etimologia
Secondo fonti certi la parola 'Winooski' deriva dal linguaggio della tribù Abenachi e letteralmente significa: Questo è il posto dove nascono le cipolle selvatiche.